# Kubok SSSR 1978
La Kubok SSSR 1978 fu la 37ª edizione del trofeo. Vide la vittoria finale della Dinamo Kiev, giunta al suo quinto titolo.

## Formula
Come nella stagione precedente la coppa fu organizzata su sei turni; in questa edizione tutti i turni prevedevano gare di andata e ritorno, la Regola dei gol fuori casa ed eventuali supplementari e tiri di rigore. Solo la finale, come da tradizione, fu giocata in gara unica, ma in questo caso allo stadio Torpedo di Mosca, anziché al tradizionale Stadio Centrale Lenin.
Al torneo parteciparono Spartak-Nal'čik, Spartak Rjazan', Spartak Semipalatinsk, Kolos Nikopol, Širak Leninakan, Alga Frunze, SKA Chabarovsk, SKA Kiev, Jangier, Iskra Smolensk, Fakel e Daugava Riga della Vtoraja Liga 1978, le 20 formazioni di Pervaja Liga 1978 e le 16 formazioni della Vysšaja Liga; in particolare le formazioni di Vtoraja e Pervaja Liga entrarono in gioco tutte nel primo turno, mentre le squadre di Vysšaja furono tutte ammesse direttamente al secondo turno.

## Primo turno
Le gare di andata furono disputate tra il 24 febbraio e il 10 marzo 1978, quelle di ritorno tra il 28 febbraio e il 14 marzo 1978.
| Squadra 1                | Totale          | Squadra 2            | Andata | Ritorno     |
| ------------------------ | --------------- | -------------------- | ------ | ----------- |
| Šinnik                   | 2 - 0           | Kuban'               | 1 - 0  | 1 - 0       |
| Žalgiris                 | 0 - 1           | Terek Groznyj        | 0 - 0  | 0 - 1       |
| SKA Rostov               | 1 - 0           | Spartak Nal'čik      | 1 - 0  | 0 - 0       |
| Spartak Semipalatinsk    | 1 - 2           | Spartak Rjazan'      | 0 - 0  | 1 - 2       |
| Dinamo Minsk             | 1 - 3           | Spartak Ordžonikidze | 0 - 1  | 1 - 2       |
| Kuzbass Kemerovo         | 0 - 1           | SKA Odessa           | 0 - 0  | 0 - 1       |
| Metalurh Zaporižžja      | 0 - 1           | Kolos Nikopol'       | 0 - 1  | 0 - 0       |
| Širak Leninakan          | 3 - 2           | Kolchozči Aşgabat    | 1 - 0  | 2 - 2       |
| Spartak Ivano-Frankivs'k | 5 - 2           | Alga Frunze          | 4 - 1  | 1 - 1       |
| T'orp'edo Kutaisi        | 2 - 2 (3-5 dcr) | Uralmaš              | 2 - 0  | 0 - 2 (dts) |
| Tavrija                  | 2 - 3           | SKA Kiev             | 1 - 1  | 1 - 2 (dts) |
| SKA-Chabarovsk           | 0 - 2           | Nistru Kišinëv       | 0 - 0  | 0 - 2       |
| Kryl'ja Sovetov Kujbyšev | 1 - 0           | Jangier              | 1 - 0  | 0 - 0       |
| Fakel Voronež            | 1 - 1 (gfc)     | Iskra Smolensk       | 0 - 0  | 1 - 1       |
| Daugava Rīga             | 2 - 4           | CSKA Pamir           | 1 - 3  | 1 - 1       |
| Dinamo Leningrado        | 0 - 4           | Karpaty              | 0 - 1  | 0 - 3       |

## Secondo turno
Le gare di andata furono disputate tra il 16 e il 27 marzo 1978, quelle di ritorno tra il 24 marzo e il 3 aprile 1978.
| Squadra 1                | Totale          | Squadra 2                | Andata | Ritorno     |
| ------------------------ | --------------- | ------------------------ | ------ | ----------- |
| Ararat                   | 5 - 1           | Spartak Ordžonikidze     | 5 - 0  | 0 - 1       |
| Zorja                    | 2 - 0           | Širak Leninakan          | 0 - 0  | 2 - 0       |
| Neftçi Baku              | 2 - 0           | Šinnik                   | 1 - 0  | 1 - 0       |
| Kryl'ja Sovetov Kujbyšev | 1 - 4           | Šachtar                  | 1 - 2  | 0 - 2       |
| Qairat                   | 1 - 1 (gfc)     | Fakel Voronež            | 0 - 0  | 1 - 1       |
| Lokomotiv Mosca          | 4 - 0           | Terek Groznyj            | 3 - 0  | 1 - 0       |
| Zenit Leningrado         | 2 - 1           | Karpaty                  | 1 - 1  | 1 - 0       |
| Kolos Nikopol'           | 2 - 3           | Dinamo Tbilisi           | 1 - 1  | 1 - 2       |
| Spartak Rjazan'          | 1 - 6           | Dinamo Kiev              | 0 - 3  | 1 - 3       |
| Dnepr                    | 2 - 3           | SKA Odessa               | 1 - 1  | 1 - 2       |
| Nistru Kišinëv           | 0 - 3           | Spartak Mosca            | 0 - 1  | 0 - 2       |
| Čornomorec'              | 2 - 2 (3-4 dcr) | SKA Rostov               | 2 - 0  | 0 - 2 (dts) |
| CSKA Mosca               | 3 - 1           | Spartak Ivano-Frankivs'k | 1 - 1  | 2 - 0       |
| SKA Kiev                 | 2 - 5           | Paxtakor                 | 0 - 2  | 2 - 3       |
| Torpedo Mosca            | 1 - 0           | Uralmaš                  | 0 - 0  | 1 - 0       |
| CSKA Pamir               | 0 - 2           | Dinamo Mosca             | 0 - 2  | 0 - 0       |

## Ottavi di finale
Le gare di andata furono disputate tra il 1 e il 16 aprile 1978, quelle di ritorno tra il 16 aprile e il 12 maggio 1978.
| Squadra 1      | Totale      | Squadra 2        | Andata | Ritorno |
| -------------- | ----------- | ---------------- | ------ | ------- |
| Qairat         | 1 - 1 (gfc) | Zenit Leningrado | 1 - 1  | 0 - 0   |
| Neftçi Baku    | 4 - 3       | SKA Odessa       | 4 - 0  | 0 - 3   |
| Dinamo Tbilisi | 2 - 0       | Paxtakor         | 1 - 0  | 1 - 0   |
| Spartak Mosca  | 0 - 1       | Lokomotiv Mosca  | 0 - 0  | 0 - 1   |
| Šachtar        | 5 - 0       | Ararat           | 3 - 0  | 2 -0    |
| Čornomorec'    | 2 - 5       | Dinamo Kiev      | 2 - 1  | 0 - 4   |
| Dinamo Mosca   | 3 - 2       | CSKA Mosca       | 2 - 1  | 1 - 1   |
| Zorja          | 1 - 3       | Torpedo Mosca    | 0 - 0  | 1 - 3   |

## Quarti di finale
Le gare di andata furono disputate il 6 e il 7 giugno 1978, quelle di ritorno il 21 giugno 1978.
| Squadra 1       | Totale      | Squadra 2        | Andata | Ritorno |
| --------------- | ----------- | ---------------- | ------ | ------- |
| Dinamo Kiev     | 3 - 2       | Zenit Leningrado | 3 - 2  | 0 - 0   |
| Dinamo Mosca    | 2 - 2 (gfc) | Torpedo Mosca    | 2 - 1  | 0 - 1   |
| Lokomotiv Mosca | 3 - 2       | Dinamo Tbilisi   | 1 - 0  | 2 - 2   |
| Šachtar         | 3 - 1       | Neftçi Baku      | 1 - 1  | 2 - 0   |

## Semifinali
Le gare di andata furono disputate il 4 e il 5 luglio 1978, quelle di ritorno il 18 e il 19 luglio 1978.
| Squadra 1       | Totale | Squadra 2   | Andata | Ritorno |
| --------------- | ------ | ----------- | ------ | ------- |
| Lokomotiv Mosca | 0 - 3  | Šachtar     | 0 - 2  | 0 - 1   |
| Torpedo Mosca   | 2 - 4  | Dinamo Kiev | 1 - 2  | 1 - 2   |

## Finale
| Mosca 12 agosto 1978, ore 18:00                                  | Dinamo Kiev | 2 – 1 (d.t.s.) referto | Šachtar | Stadio Torpedo di Mosca (22000 spett.) |
| \| \| \| \| \| Blochin 55’, 92’ \| Marcatori \| 15’ Staruchin \| |             |                        |         |                                        |
|                                                                  |             |                        |         |                                        |
| Blochin 55’, 92’                                                 | Marcatori   | 15’ Staruchin          |         |                                        |